# Dedinje
Dedinje (Alfabeto cirílico serbio: Дедиње, pronunciado [dɛ̌di ː ɲɛ]) es un barrio urbano de Belgrado, la capital de Serbia. Se encuentra ubicado en el municipio de Savski Venac. Dedinje en general, se considera como la parte más rica de Belgrado, y es la sede de numerosas villas y mansiones propiedad de los miembros de la plutocracia de la ciudad, así como de numerosas residencias diplomáticas. En 2002, todas las comunidades que conforman el barrio de Dedinje contaba con 8704 habitantes.

## Localización
Dedinje se encuentra en la vertiente oriental de la colina Topčidersko Brdo, a unos 7/8 kilómetros al sur de la ciudad de Belgrado a la que está conectado por la calle Miloš Obrenović. Limita con los barrios de Senjak (oeste), Prokop y Mostar (norte), Stadion y Diplomatska Kolonija (en realidad, Dedinjee un sub-barrio, al este), Banjica, Lisičji Potok y Topčider (sur). Está bien conectado con las distintas partes de Belgrado por varios bulevares (Príncipe Aleksandar Karađorđević, Vojvoda Putnik ) y amplias calles, como la( Teodora Drajzera ', Neznanog junaka, etc.) La calle  Užička es la calle principal del propio barrio.

## Historia
Antes de que fuera urbanizada, la zona moderna de Dedinje era conocida por sus viñedos y tenían nombres diferentes, aunque todos variantes del mismo: Dedija, Dedina, Dedino brdo literalmente (La colina del anciano).
Dedinje pertenecía al municipio de Topčidersko Brdo, que en 1957 se fusionó con el municipio de Zapadni Vracar para crear el municipio de Savski Venac. Dedinje, (con las comunidades locales que forman parte de su superficie), tenía una población de 8.704 habitantes en 2002.
Dedinje se hizo popular entre los ricos de Belgrado, incluso antes de Segunda Guerra Mundial, cuando estaba en las afueras de la ciudad (ya que muchos cuarteles militares destinados a defender la ciudad, lo que más tarde dio lugar a decenas de kilómetros de ampliación). Muchas hermosas mansiones fueron construidas en el campo, pero en 1945, cuando los comunistas se hicieron cargo, declararon a casi todos los antiguos residentes como enemigos del Estado y sus casas fueron confiscados y utilizadas por la élite política y militar del nuevo régimen, comenzando por el mariscal Tito. Después del colapso del comunismo en 1980, cuando los nuevos ricos, (políticos (como Slobodan Milošević), y turbios empresarios (como la familia Karic o Željko Mitrović) y de criminales (como Željko Ražnatović, se mudaron al barrio y comenzaron a ampliar sus casas, levantando altos muros de hormigón, la mayor parte de dichas construcciones eran ilegales, a menudo inmiscuyéndose en las propiedades de las familias de Dedinje que habían estado allí desde generaciones anteriores a la llegada de la clase de los nuevos ricos y criminales. Aparte de esto, el barrio es un lugar sede de muchas embajadas, residencias diplomáticas y algunos de los restaurantes y clubes más caros de Belgrado.

## Características

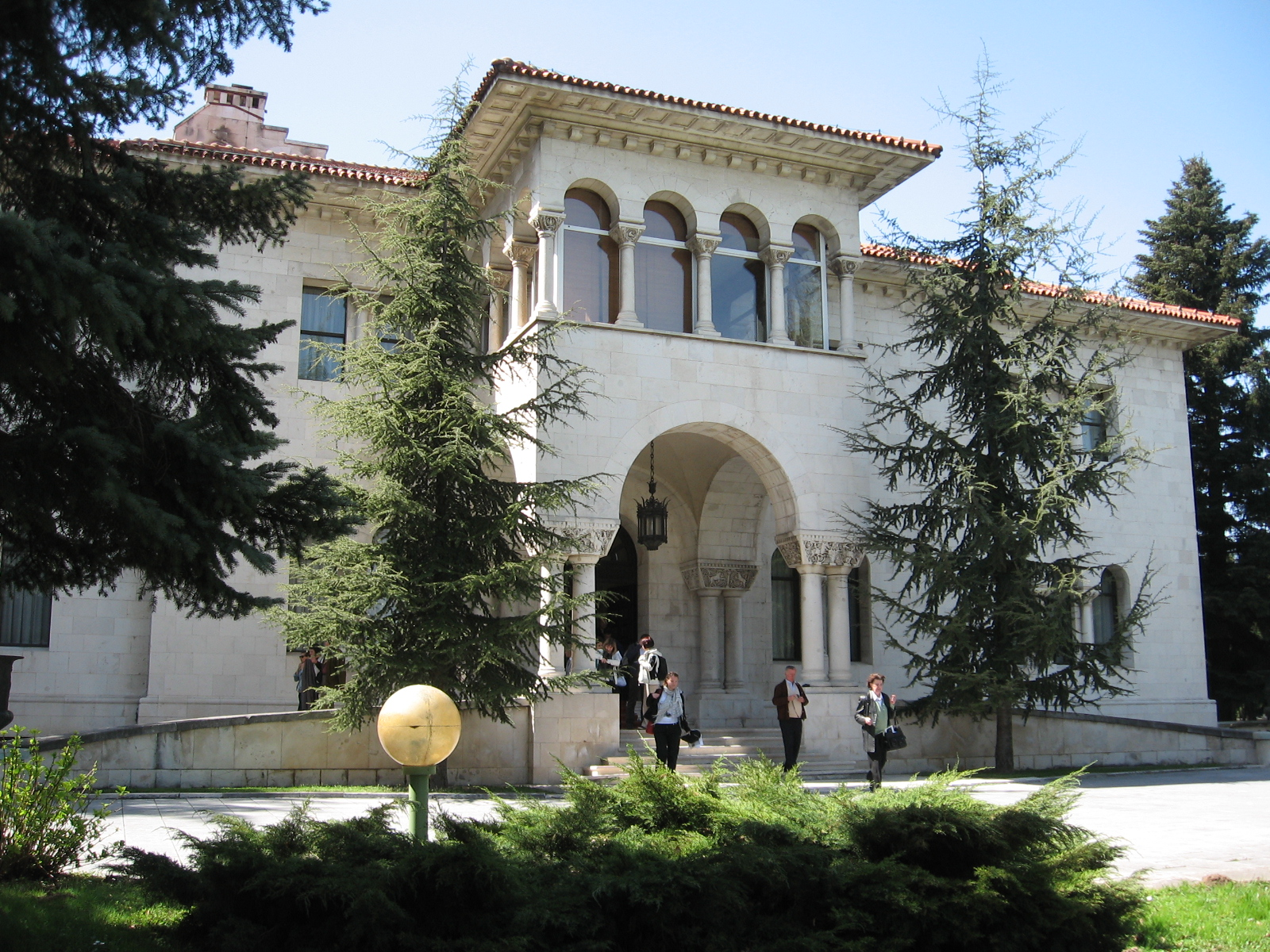
Palacio Real.

El Complejo Real (en serbio: Краљевски комплекс y Kraljevski kompleks) está situado en el barrio de Dedinje en medio de un parque. Hay varios edificios reales de la dinastía de los Karadjordjevic. El Kuca Slamnata ("la casa") es un edificio construido con el estilo de las casas tradicionales de Serbia donde el Rey Alejandro I de Yugoslavia vivió allí para supervisar la construcción del complejo real y así se convirtió en la residencia oficial del estudio de los tres hijo del rey (los futuros príncipes Pedro II, el príncipe Tomislav y el príncipe Andrés), así como taller de arte para la reina María. Hoy en día alberga a los invitados oficiales. El Palacio Real (en serbio: Краљевски двор y Kraljevsk Dvor), a veces llamado Stari Dvor (el "Antiguo Palacio"), es una gran villa serbo-bizantina de estuco de, construida entre 1924 y 1929 por el arquitecto Zivojin Nikolić, asistido por los arquitectos rusos Nikolai Krasnov y Victor Lukomski, como residencia del rey Alejandro y de la reina María. El Palacio Blanco ("Beli Dvor") también se encuentra en el complejo. Diseñado por el arquitecto Aleksandar Djordjevic, está construida en un estilo palladiano, inspirada en las casas de Inglés del siglo XVIII. El interior, que combina el estilo georgiano inglés y ruso del siglo XIX, se llevó a cabo por la firma francesa Jansen, posteriormente encargada de la decoración de la Casa Blanca en los días de John Fitzgerald Kennedy. Este palacio, que alberga una importante colección de pinturas, es ahora el hogar de Aleksandar Karadjordjevic, actual pretendiente al trono de Serbia. La capilla real también forma parte de él.
La Casa de las Flores (en serbio: Кућа цвећа y CVEC Kuca) y el Museo del 25 de Mayo de ubican también en el barrio. La Casa de las Flores es el mausoleo de Josip Broz "Tito", el líder de la República Federal Socialista de Yugoslavia, murió el 4 de mayo de 1980. El museo, por su parte, dio la bienvenida a la colección personal del exjefe del Estado, incluyendo los regalos y recuerdos traídos de sus viajes al extranjero.
El parque Hajd, ubicado al norte del barrio de Dedinje, fue nombrado así en referencia al parque de Londres del mismo nombre (Hyde Park). De manera más general, la zona es famosa por una serie de árboles centenarios, protegidos por el Estado, que incluyen especialmente un cedro en la calle Tolstojeva, posiblemente plantado por el botánico serbio Josif Pancic en 1880 o un tulipán (entre las calles Maglajska y Pukovnika Bacic), una especie nativa de la China y América del Norte, árbol cuyas flores tienen la forma de los tulipanes, y la sophora con flores de color amarillo, originaria de China y Corea.

## Varios
El vasto complejo militar secreto Karas, localizado en la calle Drajzera Teodora, fue construido en una ladera entre el 1965 y 1980 junto con estaciones de bomberos y muchos kilómetros de metro. Se hizo saber públicamente en el año 2004, tras el asesinato sin resolver de dos jóvenes soldados.
El área tiene un gran complejo hospitalario, el Bolnick Kliničko-centar Gragiša Mišovič (abreviado: Gragiša Mišovič), construido en1922, dándola bienvenida a sus primeros pacientes en 1930.
El moderno edificio RTV Pink también se encuentra en Dedinje, en el número 1 de la calle Junak Neznanog.

## Transportes
Dedinje es servido por varias líneas gestionadas por la compañía GSP Beograd: las líneas de Trolebús 40 (Zvezdara - Banjica II) y 41 (Studentski TRG - Banjica II), las líneas de autobús 42 ( Slavija - Banjica - Petlovo brdo), 49 (Topcider -Velimirovic padre), 59 (Slavija - Petlovo brdo), 78 (Banjica II - Zemun Novi Grad) y 94 (Novi Beograd Blok 45 - Miljakovac I); también presta servicio un minibus express E7 nocturno por las líneas de autobuses 47 y 48.
Las principales arterias que conectan el centro de Belgrado con Dedinje son; la calle Kneza Miloš por el intercambio de Mostarska petlja y el  Bulevar Oslobodjenje por el intercambio de Autokomanda.